# Viola wikipedia
Viola wikipedia е вид цъфтящо растение от род Теменуга (Viola), наречено така през 2019 година по името на онлайн енциклопедията Уикипедия от съпрузите ботаници Джон М. Уотсън и Ана Р. (Анита) Флорес.
Видът е тясно свързан с вида V. acanthophylla, V. bustillosia, и V. cheeseana, като последният е новоописан в същата статия, в която се дава името и на вида V. wikipedia. Различава се от тези видове по следния начин: „Ръбът на петурата е плитко назъбен. Плодната дръжка е изразено по-къса от листата.“
По повод наименуването Уотсън пише:
| „ | Един източник особено се откроява с това, че постоянно правим справки с него по широк кръг въпроси, свързани с нашата работа – Уикипедия, както например е цитирана тук. Най-добрият жест, който можем да върнем, за който се сетихме, е да кръстим на нея растение, така че с удоволствие отбелязваме нашата благодарност с този специфичен епитет в името на вида. | “ |

Видът е ендемичен за чилийския регион Сантяго. Известно е от един-единствен екземпляр, събран през януари 1855 година, описан за първи път от Родолфо Амандо Филипи през 1857 година с некоректния омоним Viola angustifolia.